# Jean-Henry Céant

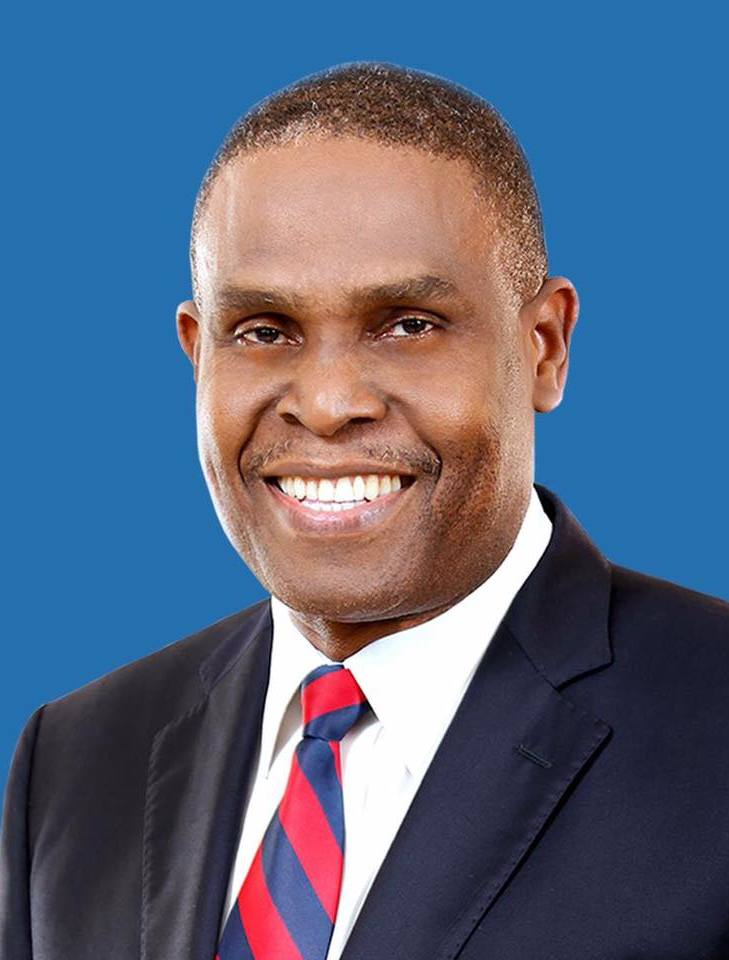
Jean-Henry Céant (2018)

Jean-Henry Céant (* 27. September 1956 in Port-au-Prince, Haiti) ist ein haitianischer Politiker, der vom 7. August 2018 bis zum 18. März 2019 Premierminister von Haiti war.

## Premierminister
Jean-Henry Céant studierte Rechtswissenschaften an der Staatlichen Universität von Haiti (Université d'État d'Haïti) in Port-au-Prince und absolvierte anschließend den Lehrgang zur Ausbildung als Notar an der Päpstlichen Universität Comillas in Madrid.
Als Mitgründer der Kleinpartei Renmen Ayiti (Haitianisch-Kreolisch: Aus Liebe zu Haiti) trat Céant in die Politik ein. Bei der ersten Runde der Präsidentschaftswahlen 2010/2011 am 28. November 2010 erreichte er 3,07 % der abgegebenen Stimmen und schied damit aus. Bei der nächsten Präsidentschaftswahl am 20. November 2016 trat er erneut an, erreichte jedoch nur noch 0,75 % der Stimmen.
Céant wurde von Präsident Jovenel Moïse im August 2018 zum Premierminister von Haiti ernannt. Er wurde als Nachfolger von Jack Guy Lafontant gewählt, der aufgrund einer Wirtschaftskrise zurückgetreten war.